# Aryan Rai
Aryan Rai (Nepali आर्यन राई, * 23. Januar 2001) ist ein nepalesischer Fußballspieler.

## Karriere
Aryan Rai stand von Oktober 2022 bis Mitte August 2023 in Hongkong beim Zweitligisten Kowloon City District SA unter Vertrag. Für den Verein schoss er in 20 Ligaspielen 16 Tore. Am 17. August 2023 wechselte er zum Erstligisten Resources Capital FC. Sein Erstligadebüt gab er am 3. Oktober 2023 (4. Spieltag) im Auswärtsspiel gegen den Southern District FC. Bei der 4:1-Niederlage wurde er in der 60. Minute für den Japaner Anto Okamura eingewechselt. Im Januar 2024 unterschrieb er einen Vertrag beim Zweitligisten Kowloon City District SA.